# NK Mornar Split
NK Mornar Split bio je nogometni klub iz grada Splita. Osnovan je kao nogometna sekcija "Sportskog društva Jugoslavenske ratne mornarice", nakon što je čelništvo Hajduka predvođeno Franom Matošićem odbilo prijedlog tadašnjeg državnog vodstva da – kada već ne žele biti vojni klub s imenom Partizan – budu mornarički klub. Nastupao je samo nekoliko prvenstava potkraj 1940-ih godina. Zatim, političkom odlukom biva rasformiran.

## Klupski uspjesi
Bio je relativno uspješan klub – velikim brojem kvalitetnih igrača koji su službovali vojni rok u Ratnoj mornarici brzo je u natjecanjima dospio do 2.savezne lige. Član 2. savezne lige postao je 17. kolovoza 1947. U sezoni 1947./48. zauzeo je 5. mjesto, a u sezoni 1948./49. drugo mjesto, s pet bodova zaostatka iza tadašnjeg Torpeda iz Sarajeva, kasnije nazvan FK Sarajevo.

U svojem djelovanju u prvenstvima 2. savezne lige NK Mornar Split ostvario je ukupni učinak:

Broj odigranih utakmica   38 

br. pobjeda               20 

br. neriješenih            5 

br. poraza                13 

gol-razlika          84:38 

ukupan broj bodova        45 

## Zanimljivosti

### Natjecanje za Kup
U natjecanju za tadašnji Kup maršala Tita, poznat je uspjeh iz godine 1947. Mornar je tada u osmini finala u Splitu pobijedio NK Kvarner Rijeka (današnja HNK Rijeka) s 4:0.

1947.
- 2. kolo:	                     NK Mornar Split – NK Kladivar Celje 5:1
- osmina finala: 		NK Mornar Split – NK Kvarner Rijeka 4:0
- četvrtina finala:		NK Mornar Split – FK Sloga Novi Sad     2:3

1948.
- 2. kolo: 	                FK Bokelj Kotor – NK Mornar Split       0:3
- 3. kolo:	                FK Sarajevo – NK Mornar Split       2:1 prod.

1949.
- šesnaestina finala:	        NK Lokomotiva Zagreb – NK Mornar Split       3:2 prod.

### Prijateljske utakmice
U jednoj od prijateljskih utakmica Mornar je jednom pobijedio beogradski Partizan također s rezultatom 4:0. 

Klub je često igrao prijateljske utakmice protiv splitskog Hajduka.

1947. Mornar – Hajduk 1:5, 1:2. 

1948. Mornar – Hajduk 0:3, 3:3, 6:0, 0:4. 

1949. Mornar – Hajduk 1:3.

## Mornar u službenim natjecanjima
| Sezona    | Rang natjecanja | Plasman | Utakmica | Pobjeda | Neodlučeno | Poraza | Postigli golova | Primili golova | Gol-razlika | Bodova | Kup (domet)  |
| 1946./47. | :               | :       | :        | :       | :          | :      | :               | :              | :           | :      | Četvrtfinale |
| 1947./48. | Druga liga      | 5.      | 20       | 10      | 3          | 7      | 41              | 21             | 20          | 23     | 3. kolo      |
| 1948./49. | Druga liga      | 2.      | 18       | 10      | 2          | 6      | 43              | 17             | 26          | 22     | 1/16 finala  |

## Poznati igrači i treneri
1. Franjo Glaser Bio je jedno vrijeme vratar Mornara, a kasnije i njegov trener  – godine 1949. Kao trener Mornara podučavao je jedno vrijeme tada još nepoznatog, a kasnije legendarnog vratara Vladimira Bearu.
2. Frane Duplančić Kota
3. Dragutin Drvodelić Drda
4. Milorad Diskić

### Sastav Mornara iz 1947. godine
vratari: Rustemov, Glaser
braniči: Diskić, Duplančić, Petronić
stoperi: Kasa, Marčetić, Cizarić
vezni: Cezar, Gemeri, Kutni, Smolej
napadači: Drvodelić, Mladenović, Medved

## Vanjski izvori
- RSSSF